# Штрулєво
46°03′ пн. ш. 15°54′ сх. д. / 46.05° пн. ш. 15.90° сх. д.
Штрулєво (хорв. Štrucljevo) — населений пункт у Хорватії, в Крапинсько-Загорській жупанії у складі громади Светий-Криж-Зачретє.

## Населення
Населення за даними перепису 2011 року становило 365 осіб.
Динаміка чисельності населення поселення:

## Клімат
Середня річна температура становить 10,24 °C, середня максимальна – 24,84 °C, а середня мінімальна – -6,62 °C. Середня річна кількість опадів – 964 мм.
| Клімат поселення                              | Клімат поселення | Клімат поселення | Клімат поселення | Клімат поселення | Клімат поселення | Клімат поселення | Клімат поселення | Клімат поселення | Клімат поселення | Клімат поселення | Клімат поселення | Клімат поселення | Клімат поселення |
| Показник                                      | Січ.             | Лют.             | Бер.             | Квіт.            | Трав.            | Черв.            | Лип.             | Серп.            | Вер.             | Жовт.            | Лист.            | Груд.            |                  |
| Середній максимум, °C                         | 5,89             | 7,98             | 12,35            | 16,81            | 21,69            | 24,84            | 23,93            | 23,20            | 19,17            | 14,06            | 8,34             | 4,52             |                  |
| Середня температура, °C                       | −0,39            | 1,75             | 6,10             | 10,53            | 15,44            | 18,59            | 20,21            | 19,46            | 15,42            | 10,34            | 4,62             | 0,79             |                  |
| Середній мінімум, °C                          | −6,62            | −4,5             | −0,16            | 4,29             | 9,18             | 12,34            | 16,47            | 15,73            | 11,70            | 6,60             | 0,90             | −2,95            |                  |
| Норма опадів, мм                              | 49               | 50               | 66               | 70               | 82               | 111              | 92               | 95               | 95               | 93               | 93               | 68               |                  |
| Середньомісячна швидкість вітру, м/с          | 1.70             | 1.90             | 2.30             | 2.20             | 2.10             | 1.90             | 1.80             | 1.64             | 1.60             | 1.66             | 1.75             | 1.72             |                  |
| Середньомісячна сонячна радіація, кДж/м²·день | 4049             | 6802             | 10431            | 14809            | 18971            | 20674            | 21501            | 18685            | 13844            | 8640             | 4495             | 3224             |                  |
| --------------------------------------------- | ---------------- | ---------------- | ---------------- | ---------------- | ---------------- | ---------------- | ---------------- | ---------------- | ---------------- | ---------------- | ---------------- | ---------------- | ---------------- |
| Джерело:                                      |                  |                  |                  |                  |                  |                  |                  |                  |                  |                  |                  |                  |                  |